# Gas natural sintético
El gas natural sintético, también llamado GNS, y también gas natural sustituto o gas natural de sustitución, es un gas combustible (predominantemente metano, CH4) que se puede producir a partir de combustibles fósiles como el lignito, el esquisto bituminoso, o biocombustibles (en cuyo caso se denomina bio-GNS), o utilizando sistemas de conversión de electricidad en gas.
El GNS se puede utilizar en forma de GNL o GNC en vehículos de transporte por carretera, ferroviario, aéreo y marítimo como sustituto del costoso diésel, gasolina, etc. La huella de carbono del GNS derivado del carbón es comparable a la de los productos petrolíferos. El bio-GNS tiene una huella de carbono mucho menor en comparación con los productos petrolíferos. También se puede producir GLP sintetizando GNS por medio de hidrogenación inversa parcial a alta presión y baja temperatura. El GLP es más fácil de transportar que el GNS, más adecuado como combustible en vehículos ligeros, y también posee un precio más alto en mercados internacionales debido a la escasez de suministro.

## Fugas de gas
Los escapes de un gas inflamable fuera de la estructura que lo contiene son peligrosos, pues ese gas podría producir una grave deflagración al entrar en contacto con una llama.

## Producción
La producción de GNS se puede realizar a partir de la biomasa por medio de dos etapas, que a veces se integran en mayor o menor medida. Inicialmente, el gas de síntesis debe producirse mediante gasificación del material de partida. El gas de síntesis está constituido por monóxido de carbono, dióxido de carbono, vapor de agua e hidrógeno. Estos gases están en equilibrio:
H2 + CO2 ↔ H2O + CO
Esta reacción se conoce como desplazamiento del vapor de agua. Se puede aportar vapor adicional para obtener la proporción adecuada de carbono/hidrógeno.
A veces, se produce gas de síntesis con un alto contenido de metano en una única etapa y por lo general se lo denomina "gas producto".
En la segunda etapa, se forma el metano (metanización):
CO + 3 H2 ↔ CH4 + H2O ; ΔH = –217 kJ/mol
y
CO2 + 4 H2 ↔ CH4 + 2 H2O
Este proceso está estrechamente relacionado con el proceso Fischer-Tropsch para la síntesis de combustibles, solo que en este caso se utiliza un alto contenido de hidrógeno. En la producción de combustibles por medio del proceso Fischer-Tropsch también se obtiene una parte significativa de metano como producto de una reacción secundaria, que puede utilizarse como GNS. Este proceso también está relacionado con el reformado con vapor del gas natural, siendo la principal diferencia que el objetivo es hacer que el equilibrio se desplace tanto como sea posible hacia el metano, mientras que el reformado tiene como objetivo la formación de hidrógeno. El producto de reacción debe procesarse y purificarse posteriormente. Opcionalmente, una parte del producto de reacción puede recircularse para aumentar el rendimiento.
También se puede utilizar electricidad renovable para sintetizar bio-GNS (biometano) mediante, por ejemplo, la electrólisis del agua para obtener hidrógeno (H2) que luego reacciona con dióxido de carbono (CO2) a través de, por ejemplo, la reacción de Sabatier.
CO2 + 4H2 → CH4 + 2H2O

## Distribución
Es ventajoso distribuir GNS y bio-GNS junto con el gas natural presente en las redes gasistas. De esta manera, la producción de gas renovable se puede introducir gradualmente al mismo ritmo que aumenta la capacidad de producción. El mercado del gas y la infraestructura con la que ha contribuido el gas natural es una gran ventaja para la introducción a gran escala del biometano renovable producido mediante digestión anaeróbica (biogás) o del bio-GNS de la gasificación y metanización.